# جون مايرز أوهارا
جون مايرز أوهارا (بالإنجليزية: John Myers O'Hara)‏ هو مترجم وشاعر أمريكي، ولد في 1870، وتوفي في 1944.